# جورج سبينس (سياسي)
جورج سبينس هو سياسي كندي، ولد في 25 أكتوبر 1880، وتوفي في 4 مارس 1975 في كندا. حزبياً، نشط في الحزب الليبرالي الكندي. وقد انتخب عضو المجلس التشريعي من ساسكاتشوان وانتخب عضو مجلس العموم الكندي.